# Eisbach (Monaco di Baviera)

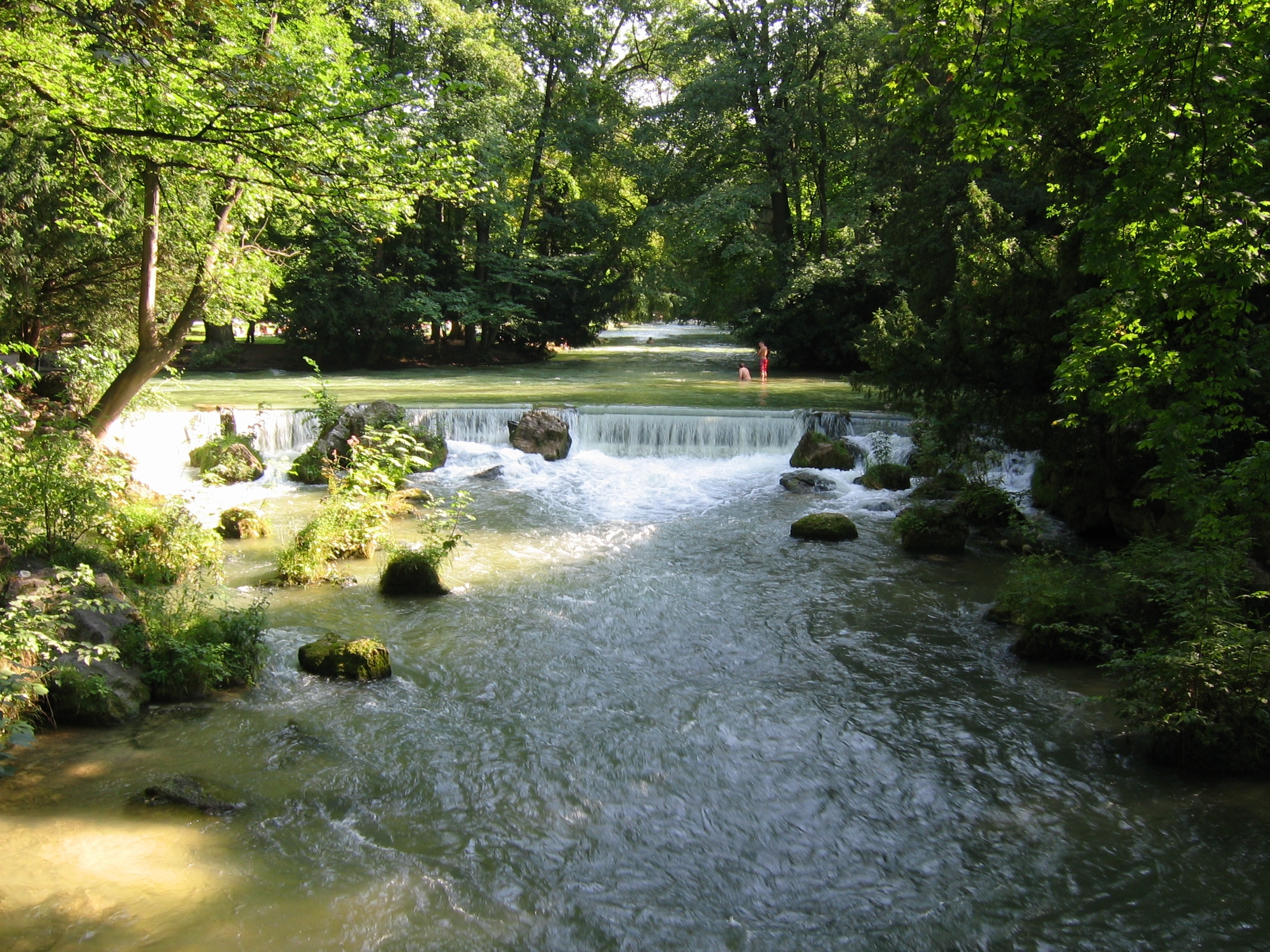
Piccola cascata sull'Eisbach

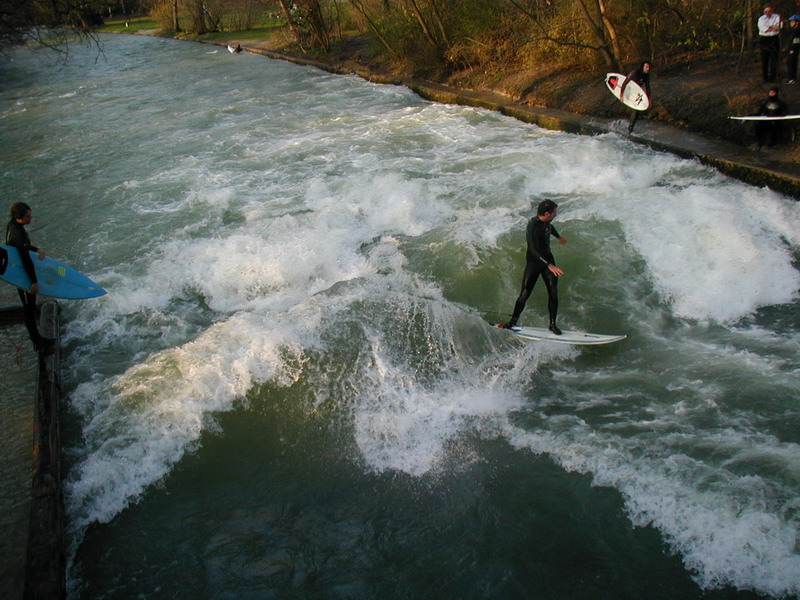
Surfista sull'Eisbach

L'Eisbach (in tedesco "ruscello di ghiaccio") è un piccolo fiume artificiale di Monaco di Baviera. Scorre attraverso il parco dell'Englischer Garten, ed è un affluente del fiume Isar. Lungo il suo corso si trova un'onda stazionaria molto amata dai surfisti.
Nuotare nel fiume Eisbach è vietato, ma questa regola non viene applicata in maniera rigida, e il posto è frequentato da nuotatori specialmente in giornate estive. Sono morte almeno due persone nella parte bassa dell'Eisbach, un bagnante nel 2003 e un turista nel 2007 che passeggiava lungo le sue sponde, probabilmente scivolato dentro il fiume.

## Surf sul fiume Eisbach

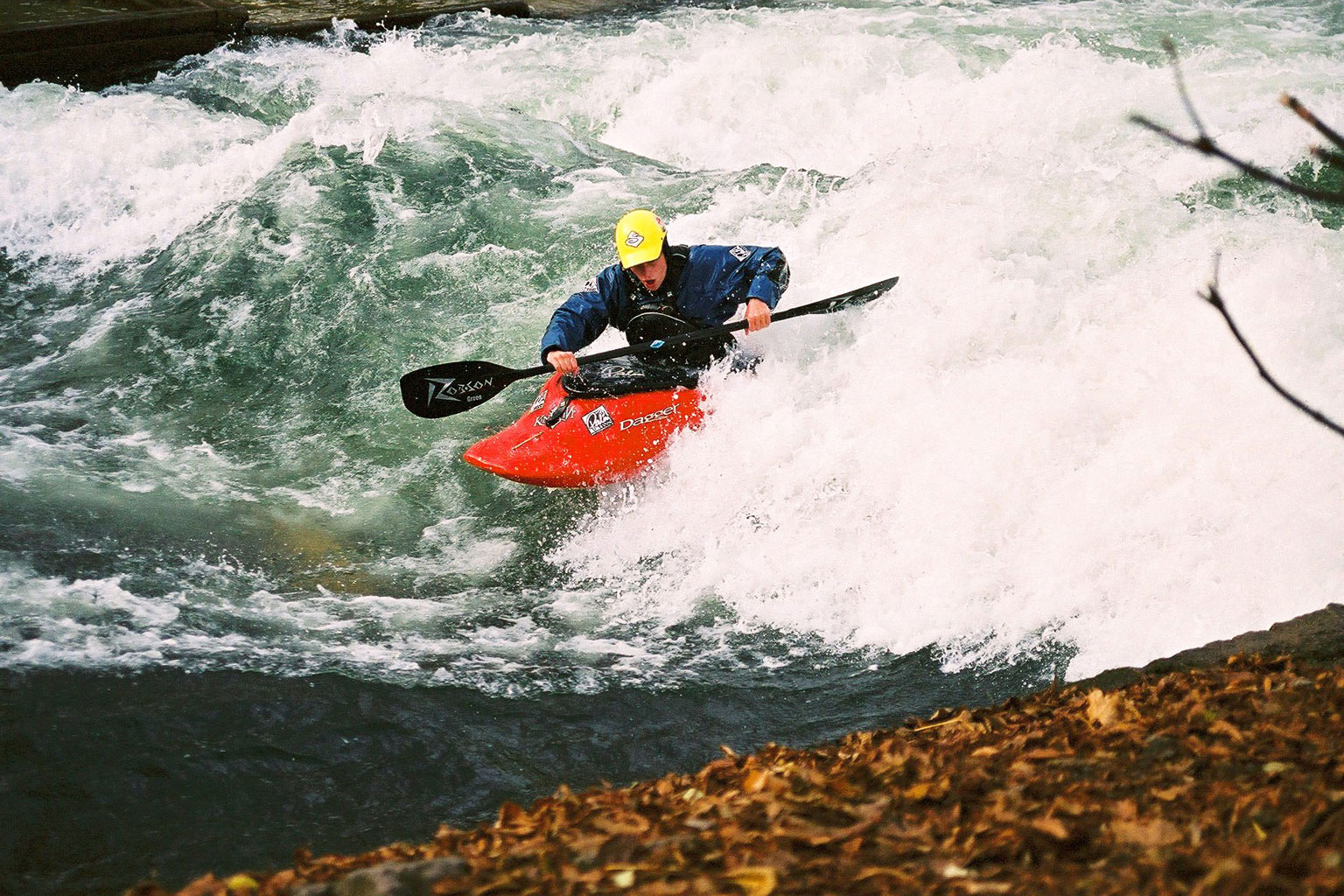
Canoista sull'Eisbach

Appena dopo il ponte di fronte al museo d'arte Haus der Kunst, sul fiume si forma un'onda statica dell'altezza di un metro circa, il punto è uno spot piuttosto popolare per la pratica del surf fluviale. L'acqua è molto fredda e bassa, talvolta solo 40 cm, e questi particolari rendono lo spot consigliabile ad atleti esperti. L'onda è principalmente utilizzata dai surfisti, e in alcune occasioni ci sono stati animati diverbi tra questi e chi utilizza i kayak.
L'onda è meta per surfisti fin dal 1972, e si sono tenute anche alcune competizioni. Il surf è dal 2010 ufficialmente permesso sul fiume, e un cartello in prossimità dell'onda reca la dicitura "A causa delle forti correnti, l'onda è disponibile solo per surfisti esperti". In anni precedenti vi sono stati alcuni problemi con le autorità locali, che volevano demolire l'onda, ma grazie alle proteste e alle petizioni che si sono organizzate per salvarla è riuscito l'intento di salvare lo spot.